# Christoph Helm
Christoph Thomas Helm (* 27. Januar 1949 in Celle) ist ein deutscher Wissenschaftsadministrator. Er war in den Jahren 1990 bis 2004 als Abteilungsleiter und Staatssekretär für Wissenschaft und Forschung in den Ländern Sachsen-Anhalt und Brandenburg maßgeblich am Aufbau der Hochschulen und der Außeruniversitären Forschung in den neuen Bundesländern beteiligt.

## Werdegang
Nach dem Abitur 1967 in Celle und einer dreijährigen Ausbildung zum Reserveoffizier studierte Christoph Helm seit 1970 an der Universität Göttingen klassische Philologie und Archäologie, Geschichte und Politikwissenschaften und wurde 1979 mit einer Arbeit über die Konsulatsreden Ciceros bei Carl Joachim Classen und Alfred Heuß promoviert. Nach kurzer Tätigkeit als Studienrat für alte Sprachen und Geschichte in Wolfenbüttel wechselte er 1986 in die Wissenschaftsadministration des Landes Niedersachsen und wurde 1990 Abteilungsleiter für Wissenschaft und Forschung im wieder gegründeten Land Sachsen-Anhalt. Nachdem er schon in den Jahren 1993 bis 1994 als amtierender Staatssekretär tätig gewesen war, wurde er im Jahr 2000 zum Staatssekretär für Wissenschaft und Forschung des Landes Brandenburg ernannt. In den Jahren 1990 bis 2005 war er federführend beim Aufbau der Fachhochschulen, vor allem der Hochschulen Anhalt, Harz, Stendal, Magdeburg und Wildau, der Neustrukturierung der Universitäten und der Einrichtung außeruniversitärer Forschungsinstitute tätig.
Nach mehrjährigen Lehrtätigkeiten an der Otto-von-Guericke-Universität in Magdeburg, der Fachhochschule Wildau und der Europa-Universität Viadrina wurde er im Jahr 2007 zum Honorarprofessor für Wissenschaftsgeschichte an die Europa-Universität Viadrina in Frankfurt/Oder berufen.

## Kultur- und wissenschaftspolitische Tätigkeiten
Aufbau einer neurowissenschaftlichen Spitzenforschung am Standort Magdeburg an der Otto-von-Guericke-Universität und dem Leibniz-Institut für Neurobiologie. Mitwirkung beim Aufbau der Max-Planck-Institute für Dynamik komplexer technischer Systeme in Magdeburg und ethnologischer Forschung in Halle und des Helmholtz Zentrums für Umweltforschung (UFZ) in Halle, Leipzig und Magdeburg. Neukonzipierung und Sanierung der beiden Medizinischen Fakultäten in Halle und Magdeburg durch innovative Ideen wie Leasing im Hochschulbau. Stärkung des Technologietransfers am Standort Weinberg in Halle durch Einsatz von EFRE-Mitteln. Förderung der Winckelmann-Gesellschaft und Sicherung des Langzeitvorhabens Edition der Werke Winckelmanns. Ausbau der Genbank des Leibniz-Instituts für Pflanzengenetik und Kulturpflanzenforschung (IPK) in Gatersleben. Förderung kultureller Tradition der ehemaligen Residenzstadt Wolfenbüttel.

## Auszeichnungen
- 1994: Ehrenmitglied der Winckelmann-Gesellschaft
- 1995: Honorarprofessor am Luftfahrtinstitut Charkow
- 2000: Senator h. c. der Hochschule Anhalt
- 2001: Träger der Winckelmann-Medaille der Hansestadt Stendal
- 2005: Honorarprofessor der TH Budapest
- 2007: Honorarprofessor für Wissenschaftsgeschichte an der Europa-Universität Viadrina in Frankfurt/Oder
- seit 2016: Kurator der Winckelmann-Gesellschaft
- 2016: Ehrenratsherr der Stadt Wolfenbüttel

## Veröffentlichungen (Auswahl)
- Zehn Jahre Wissenschaftsentwicklung in den neuen Bundesländern an Hand des Paradigmas Sachsen-Anhalt. Kurzinformation HIS, Hannover 2001.
- mit Karl Ermert (Hrsg.): Auf der Suche nach der „Seele“? Kultur und Kulturpolitik in Europa (= Wolfenbütteler Akademie-Texte Band 44). Bundesakademie für kulturelle Bildung, Wolfenbüttel 2009, ISBN 978-3-929622-44-7.
- Hrsg. im Auftrag des Kulturstadt Wolfenbüttel e. V. zusammen mit Jürgen Habelt und Rainer Schmitt: Ruhm und Ehre durch Musik. Beiträge zur Wolfenbütteler Hof- und Kirchenmusik während der Residenzzeit. Kulturstadt Wolfenbüttel, Wolfenbüttel 2013, ISBN 978-3-9815710-1-1.
- (Hrsg.): Pietas et Maiestas. Die Herzogliche Grablege in der Hauptkirche in Wolfenbüttel. Kulturstadt Wolfenbüttel, Wolfenbüttel 2015, ISBN 978-3-9815710-2-8.
- mit Sandra Donner (Hrsg.): Es lebe die Republik! Die frühen Weimarer Jahre in Wolfenbüttel. Museum Wolfenbüttel / Kulturstadt Wolfenbüttel e.V., Wolfenbüttel 2018, ISBN 978-3-9819905-0-8.
- Jüdischer Rundgang Wolfenbüttel, zweite Auflage, Wolfenbüttel 2020, ISBN 978-3-9815710-3-5.
- Herzog Anton Ulrich und sein Verhältnis zur Antike, Akzidenzen 22, Stendal 2020, ISBN 978-3-9821628-1-2.
- Michael Praetorius und Wolfenbüttel. Die Stadt gedenkt ihres Hofkapellmeisters. Dokumentationsband des Praetorius-Jubiläums 2021, Wolfenbüttel 2022, ISBN 978-3-9815710-4-2.
- A walk through Jewish Wolfenbüttel, Second Edition, Wolfenbüttel 2022, ISBN 978-3-9815710-5-9.
- mit Rudolf G. A. Fricke (Hrsg.): Julius Elster und Hans Geitel. Jugendfreunde, Gymnasiallehrer, Wissenschaftler aus Passion. Zweite Auflage, Wolfenbüttel 2023, ISBN 978-3-9815710-6-6.